# Charles Alston
Charles Alston (Hamilton, 24 ottobre 1683 – Edimburgo, 22 novembre 1760) è stato un botanico e medico scozzese.

## Biografia
Allevato dalla duchessa di Hamilton, che sperava di vederlo intraprendere gli studi di diritto, Alston preferì dedicarsi alla medicina e alla botanica.

Nel 1715 si recò a Leida per seguire i corsi di Herman Boerhaave (1668 - 1738), e fu lì che incontrò   Alexander Monro (1697 - 1797).

Tornati a Edimburgo, Alston e Monro impressero un nuovo orientamento all'insegnamento della medicina. Alston divenne professore di botanica e farmacia presso la Facoltà di Medicina e, al tempo stesso, ebbe l'incarico di dirigere l'Orto botanico della Facoltà.

Nel 1740 pubblicò un elenco delle specie officinali coltivate nell'Orto botanico: "Index of the plants in the Edinburg Garden", e nel 1753 una introduzione alla botanica intitolata "Tyrocinium Botanicum Edimburgense". In quest'ultima opera egli critica il metodo di classificazione utilizzato da Linneo e basato sugli organi riproduttivi dei vegetali.
Ebbe come allievo Alexander Garden (1730 - 1791).

Il botanico Robert Brown (1773 - 1858) gli dedicò il genere Alstonia delle Apocinacee.

## Opere
- A. Murray & J. Cochran, Index plantarum, præcipue officinalium, quæ, in horto medico edinburgensi,  1740 (online).
- Index of the Plants in the Edinburgh Garden, 1740.
- Tyrocinium Botanicum Edinburgense,  1753 (online).